# メガラ学派
メガラ学派（メガラがくは、英語: Megarian school、メガラ派）とは、ソクラテスの弟子だったメガラのエウクレイデスを始祖とする哲学の学派。小ソクラテス学派の一つ。論争術や問答法・論理学に優れていたことから「論争家たち」（エリスティコイ）、「問答家たち」（ディアレクティコイ、英語: Dialectical School）とも呼ばれる。その論理学はストア派の命題論理学の源流とされる。

## 人物
メンバーには次のような哲学者がいた。
- メガラのエウクレイデス - 存在は善のみが存在すると主張した。
- エウブリデス - 様々なパラドックスを考案した。
- スティルポン - メガラ派の最盛期を築いた。
- ディオドロス・クロノス - 命題論理や様相論理の先駆者。
- メガラのピロン（英語版） - ディオドロスの弟子。

スティルポンとディオドロスは、ストア派の祖ゼノンに問答法を教えた。